# Decàpolis alsaciana
La Decàpolis (Zehnstädtebund o Dekapolis en alemany) alsaciana fou una aliança de deu ciutats del Sacre Imperi Romanogermànic a Alsàcia. Aquesta lliga fou fundada el 1354 i es va mantenir fins al 1679.
El 1359 l'emperador Carles IV ratificà el tractat pel que se unien les ciutats de Haguenau, Colmar, Wissembourg, Turckheim, Obernai, Kaysersberg, Rosheim, Münster, Sélestat i Mülhausen. Haguenau n'esdevingué la capital mentre que Estrasburg, una altra ciutat lliure imperial, es mantingué fora de l'aliança. El 1515, Mulhouse abandonà l'aliança i es va coaligar amb els cantons suïssos. Fou substituïda per Landau.
L'aliança fou durament sacsejada per la Guerra dels Trenta Anys, a conseqüència de la qual bona part de la regió fou annexada a França per la Pau de Westfàlia en 1648. La signatura del Tractat de Nimega el 1679 va suposar definitivament la fi de la Decàpolis.